# Jakob Čebašek
Jakob Čebašek (Lubiana, 28 aprile 1991) è un cestista sloveno.

## Carriera
Con la Slovenia ha disputato i Giochi olimpici di Tokyo 2020.

## Palmarès
- Campionato sloveno: 1

Primorska: 2018-19
- Coppa di Slovenia: 1

Primorska: 2019